# Subterranea
Subterranea — сьомий студійний альбом англійської групи IQ, який вийшов 30 червня 1998 року.

## Композиції
1. Overture – 4:38
2. Provider – 1:36
3. Subterranea – 5:53
4. Sleepless Incidental – 6:23
5. Failsafe – 8:57
6. Speak My Name – 3:35
7. Tunnel Vision – 7:24
8. Infernal Chorus – 5:10
9. King of Fools – 2:02
10. The Sense in Sanity – 4:48
11. State of Mine – 1:59
12. Laid Low – 1:29
13. Breathtaker – 6:04
14. Capricorn – 5:16
15. The Other Side – 2:22
16. Unsolid Ground – 5:04
17. Somewhere in Time – 7:11
18. High Waters – 2:43
19. The Narrow Margin – 20:00

## Учасники запису
- Пітер Нікколлс — вокал
- Майкл Голмс — гітара
- Мартін Орфорд — клавішні
- Джон Джовітт — бас-гітара
- Пол Кук — ударні